# Onosma khorassanica
Onosma khorassanica är en strävbladig växtart som beskrevs av Farideh Attar och Joharchi. Onosma khorassanica ingår i släktet Onosma och familjen strävbladiga växter. Inga underarter finns listade i Catalogue of Life.